# Akademia Wojsk Lądowych im. Hetmana Piotra Sahajdacznego
Akademia Wojsk Lądowych im. Hetmana Piotra Sahajdacznego (ukr. Академія сухопутних військ імені гетьмана Петра Сагайдачного, АСВ) – ukraińska szkoła wyższa we Lwowie, założona 1899 roku jako austriacka Szkoła Kadetów Piechoty. 

## Historia
Po odzyskaniu niepodległości przez Polskę początkowo znajdowała tu Szkoła Podchorążych, a od 1921 roku  Korpus Kadetów nr 1 we Lwowie. W czasach I okupacji sowieckiej (1939 - 1941) szkoła została przekształcona w radziecką Lwowską Szkołę Piechoty. Po zakończeniu II wojny światowej w uczelni została ulokowana  sowiecka Lwowska Szkoła Wojskowo-Polityczna, która powstała w 1939 roku w Briańsku. Ze szkoły w Briańsku wywodziło się 11.000 sowieckich oficerów frontowych.
Po uzyskaniu statusu uczelni wyższej w sierpniu 1971 na specjalnym wydziale szkolili się wojskowi z ponad 20 krajów Europy Wschodniej, Azji, Afryki i Ameryki Łacińskiej.
Po uzyskaniu niepodległości przez Ukrainę i utworzeniu ukraińskich sił zbrojnych, zgodnie z Postanowieniem Rady Ministrów Ukrainy z dnia 19.08.1992 nr 490, 8 października 1993 r. na bazie Lwowskiej Wyższej Szkoły Wojskowej oraz wydziałów wojskowych innych cywilnych szkół wyższych we Lwowie, została założona wyższa wojskowa instytucja edukacyjna nowego typu. Jako pierwsza na Ukrainie jest ściśle zintegrowana z cywilnym systemem szkolnictwa wyższego, w tym z Politechniką Lwowską.
We współpracy z Uniwersytetem Lwowski Instytut Wojskowy rozpoczął w 1993 roku szkolenie oficerów w zakresie piętnastu specjalności, w tym takich jak "Użycie do walk jednostek zmechanizowanych", "Użycie do walk jednostek powietrzno-mobilnych" (studenci tych specjalności zostali przeniesieni do Odeskiego Instytutu Wojsk Lądowych w 1995 roku), "bezpieczeństwo finansowe i ekonomika bojowej i gospodarczej działalności wojskowej", "prawo".
18 listopada 2000 za duże sukcesy w przygotowaniu wykwalifikowanych specjalistów dla Wojska Ukraińskiego oraz z okazji 100-lecia szkolenia oficerów w Galicji dekretem prezydenta Ukrainy Instytut otrzymał nazwę Hetmana Piotra Sahajdacznego i nagrodzony Honorowym Dyplomem.
Zgodnie z Postanowieniem Gabinetu Ministrów Ukrainy z dnia 26 maja 2005 nr 381 uczelnia została reorganizowana w Lwowski Instytut Wojsk Lądowych i od 1 września 2006 przygotowuje ekspertów wojskowych we wszystkich specjalnościach Wojsk Lądowych Sił Zbrojnych Ukrainy.
W dniu 1 września 2009 roku, zgodnie z Postanowieniem Gabinetu Ministrów Ukrainy z dnia 13 maja 2009 nr 467, Lwowski Orderu Czerwonej Gwiazdy Instytut Wojsk Lądowych im. Hetmana Piotra Sahajdacznego został wyodrębniony z Uniwersytetu Narodowego "Politechnika Lwowska" i przekształcony w Akademię Wojsk Lądowych im. Hetmana Piotra Sahajdacznego. W obrębie Akademii również został utworzony Koledż Wojskowych Podoficerów.
Kształcenie prowadzone jest w różnych specjalnościach na 5 wydziałach. 